# 無声歯茎硬口蓋摩擦音
無声歯茎硬口蓋摩擦音（むせい しけい こうこうがい まさつおん）とは子音の種類の一つ。舌尖が下歯茎についたまま盛り上がった舌端と歯茎から硬口蓋にわたる範囲で隙間を作って起こる摩擦の音。国際音声字母では [ɕ] と書く。

## 特徴
- 気流の起こし手 - 肺臓からの呼気。
- 発声 - 声帯の振動を伴わない無声音。
- 調音
  - 調音位置 - 舌端と歯茎・硬口蓋による歯茎硬口蓋音。
  - 調音方法
    - 口腔内の気流 - 舌の中央を気流が通る中線音
    - 調音器官の接近度 - 隙間を作って空気が通りにくくし、そこに呼気を通して生じる摩擦音。
    - 口蓋帆の位置 - 口蓋帆を持ち上げて鼻腔への通路を塞いだ口音。

## 言語例
| 言語         | 単語        | IPA     | 訳       |
| ------------ | ----------- | ------- | -------- |
| 日本語       | し          | [ɕi]    | 詩       |
| ロシア語     | борщ        | [borɕː] | ボルシチ |
| ポーランド語 | śnieg       | [ɕɲɛk]  | 雪       |
| 韓国語       | 시          | [ɕi]    | 詩       |
| 中国語       | 西安/X*ī'ān | [ɕí.án] | 西安     |

*x (ピンイン) - ㄒ (注音符号) -  西 xī